# Merophysia formicaria
Merophysia formicaria is een keversoort uit de familie zwamkevers (Endomychidae). De wetenschappelijke naam van de soort werd in 1852 gepubliceerd door Pierre Hippolyte Lucas.